# Wittersdorf
Wittersdorf é uma comuna francesa na região administrativa de Grande Leste, no departamento Alto Reno. Estende-se por uma área de 4,75 km². Em 2010 a comuna tinha 818 habitantes (densidade: 172,2 hab./km²).